# Lachnus chosoni
Lachnus chosoni är en insektsart. Lachnus chosoni ingår i släktet Lachnus och familjen långrörsbladlöss. Inga underarter finns listade i Catalogue of Life.